# Сакович, Владимир Петрович
Влади́мир Петро́вич Сако́вич (17 июня 1942 года, Тавда, Свердловская область — 20 июля 2016 года, Екатеринбург) — врач-невролог, нейрохирург, учёный, педагог, доктор медицинских наук (1985), профессор (1987), Заслуженный врач РФ (2003).

## Биография
Родился 17 июня 1942 года в крестьянской семье в г. Тавде Свердловской области. В 11 лет лишился отца, а когда достиг 16-летнего возраста, умерла мать. В юности мечтал стать физиком, но ранняя смерть родителей определила его путь в медицину. В 1959 г. В. П. Сакович с отличием окончил среднюю школу и поступил в Свердловский государственный медицинский институт.
Свой путь в нейрохирургии начал ещё в студенческие годы на кафедре нервных болезней и нейрохирургии. Об этом он вспоминал так: «Уверен, что выбор профессии не обходится без какого-либо внешнего импульса. Судьбе было угодно, чтобы я встретил настоящего нейрохирурга, талантливейшего учёного, заслуженного деятеля науки, создателя уральской школы неврологов и нейрохирургов, профессора Давида Григорьевича Шефера. Это мой Учитель. Под его влиянием я стал нейрохирургом и ни разу в жизни не пожалел об этом». В знак глубокой благодарности к 100-летнему юбилею Д. Г. Шефера В. П. Сакович подготовил сборник «То, что память сохранила».
В 1965 г. с отличием окончил Свердловский государственный медицинский институт и стал сначала ординатором, а затем аспирантом кафедры нервных болезней и нейрохирургии, руководимой профессором Д. Г. Шефером. С 1970 г. — младший научный сотрудник лаборатории, с 1974 г. — ассистент кафедры, с 1985 г. — профессор кафедры, с 2003 г. — заведующий кафедрой нервных болезней и нейрохирургии, с 2010 г. — профессор этой кафедры. В 1971 г. В. П. Сакович защитил кандидатскую диссертацию, а в 1984 г. — докторскую на тему «Рецидивирующая ишемия мозга в бассейне сонных артерий». В 1987 г. ему присвоено звание профессора. Одновременно с 1984 г. являлся руководителем Уральского межтерриториального нейрохирургического центра им. профессора Д. Г. Шефера.
Одним из первых на Урале и СССР внедрил микрохирургическую технику в нейрохирургии, позволившую сшивать сосуды диаметром 1 мм. Разработал и внедрил шунтирующие микрохирургические операции при тромбозах (закупорках) и стенозах (сужениях) магистральных артерий головы, операции с применением малотравматичного доступа при аневризмах артерий головного мозга, операции при сложных опухолях головного мозга, поражающих одновременно структуры мозгового и лицевого черепа, а также расположенных в глубинных отделах мозга. Прооперировал свыше 5000 пациентов.
Один из организаторов I съезда нейрохирургов России, состоявшегося под его руководством в Екатеринбурге в 1995 году. Член Всемирной и Европейской ассоциаций нейрохирургов. Член правления и почетный член ассоциации нейрохирургов России. Подготовил 15 кандидатов и 2 докторов медицинских наук. Автор более 250 научных работ, в том числе 4 монографий. Имеет 2 свидетельства на изобретения.
В 2006 году В. П. Сакович был включён в состав экспертной группы отечественных и зарубежных специалистов по идентификации останков семьи последнего российского императора Николая II. Автор ряда исследований на медико-историческую тему: «О ранении М. И. Кутузова в русско-турецкой войне», «О причинах болезни и смерти В. И. Ленина», «О ранении цесаревича Николая в Японии в 1891 г. Комплексная клинико-криминалистическая экспертиза» (в соавторстве с С. А. Никитиным).
Профессор В. П. Сакович охотно делился своим опытом с коллегами. Подтверждением тому является проводившееся под его руководством усовершенствование врачей-нейрохирургов базовой клиники и медицинских учреждений Уфы, Тюмени, Владивостока, Ташкента, Еревана и многих других городов СССР. Его лекции, выступления всегда производили яркие впечатления на слушателей, они красочны, артистичны, доступны для понимания и информативны. В 2009 году В. П. Сакович был признан лучшим преподавателем УГМА.
В 2013 г. доцент Уральского государственного медицинского университета С. Н. Куликов — один из учеников В. П. Саковича — посвятил ему стихи:

Учителю медицины
  Профессору Владимиру Петровичу Саковичу

  Медицина — благороднейшая из всех наук

  (лат. Omnium artium medicina nobilissima est)

Следуя заветам Гиппократа,

Искренне, до слёзной чистоты,

Чтим Учителей своих, когда-то

Воплотивших в нас свои мечты.

Тайные глубины и вершины

Покорили, Вам наш пиетет,

Вечного искусства медицины,

Благородства истинный портрет!

Всё меняется, но в главном остаётся,

Пока помним мы Учителей,

Жизнь их продолжается, как солнце

Луч надежды дарит для людей.

Даже мимолетное общение

Оставляет ясный, добрый свет,

Удивление и восхищение,

Мощный импульс на десятки лет.

Благодарим Вас, Владимир Петрович,

Щедрый Ваш Учительский талант…

Мы гордимся тем, что сам Сакович

Медицину нам преподавал!

Общее спасибо Вам, Учитель,

За великий каждодневный труд,

В будущее смело Вы смотри́те,

Вас ученики не подведут!

В июне 2015 года по пути на работу на пешеходном переходе был травмирован автомобилем. Длительное время находился на лечении в Городской травматологической больнице № 36 г. Екатеринбурга, перенёс несколько операций, однако полностью восстановиться после полученных травм не смог. На результатах лечения негативно сказывались имеющиеся хронические заболевания, включая сахарный диабет. Скончался от последствий дорожной травмы 20 июля 2016 года в Екатеринбурге. Похоронен на Широкореченском кладбище г. Екатеринбурга.

## Основные труды
- Сакович В. П., Колотвинов В. С., Лебедева Е. Р. Новые аспекты этиологии и открытой хирургии интракраниальных аневризм. — Екатеринбург: Изд-во УГМА, 2007. — 222 с.
- Сакович В. П., Гвоздев П. Б., Лещинский В. Г. Хирургия глубинных образований головного мозга с использованием стереотаксического метода. — Екатеринбург: Изд-во УГМА, 2008. — 131 с.
- Кутепов С. М., Скоромец Н. М., Сакович В. П. В душе ты носишь свет надзвездный…: (о женщинах-хирургах Среднего Урала). — Екатеринбург: Изд-во УГМА, 2008. — 199 с.
- Сакович В. П. Врата в огромную вселенную // То, что память сохранила: К столетию со дня рождения профессора Д. Г. Шефера / отв. ред. проф. В. П. Сакович. — Екатеринбург: СВ-96, 1998. — С. 156—162.
- Сакович В. П. Современная нейрохирургия (интеграция традиций, опыта и новых технологий): актовая речь заведующего кафедрой нервных болезней и нейрохирургии профессора Саковича В. П. на итоговой научной конференции УГМА 16 апреля 2008 г. — Екатеринбург: Изд-во УГМА, 2008. — 20 с.
- Лебедева Е. Р., Сакович В. П., Колотвинов В. С. Геморрагический инсульт: этиология, клиника, диагностика, лечение и профилактика: учебно-методическое пособие для врачей. — Екатеринбург: Изд-во УГМА, 2009. — 80 с.
- Великая Отечественная война: это и моя тревожная молодость / С. М. Кутепов, В. П. Сакович, А. А. Герасимов, Н. М. Скоромец. — Екатеринбург: Изд-во УГМА, 2010. — 188 с.
- Сакович В. П. Новая медицинская версия о ранении М. И. Кутузова в Русско-турецкой войне (факты, предположения, аналогии) // Нейрохирургия. — 2012. — № 3. — С. 3—6.
- Сакович В. П. Я помогу тебе, солдат! Дню Победы и ветеранам Великой Отечественной войны 1941—1945 гг. посвящается) // Нейрохирургия. — 2015. — № 2. — С. 3—4.
- Сакович В. П. Микрохирургия в системе оперативного лечения сосудистых заболеваний головного мозга на Среднем Урале (историко-биографический очерк) // Нейрохирургия. — 2016. — № 2. — С. 95—101.

## Электронные информационные ресурсы
- Выпуск программы «Ваше здоровье», посвящённый болезни и смерти В. И. Ленина. Специальный приглашённый гость нейрохирург Сакович Владимир Петрович.
- Лебедева Е. Р. Уроки Владимира Петровича Саковича (к 80-летию со дня рождения)
- Дата. 11 июня 1942 года, 80 лет назад, родился видный уральский нейрохирург Владимир Петрович САКОВИЧ